# Wilhelm (książę Walii)
Wilhelm, książę Walii, potocznie określany w mediach jako książę William (ang. William Arthur Philip Louis; ur. 21 czerwca 1982 w Londynie) – książę Zjednoczonego Królestwa Wielkiej Brytanii i Irlandii Północnej z dynastii Windsorów, następca brytyjskiego tronu. Książę Cambridge od 29 kwietnia 2011, książę Kornwalii i Rothesay od 8 września 2022, książę Walii od 9 września 2022.
Pierworodny syn króla Zjednoczonego Królestwa Karola III i jego pierwszej żony, Diany, księżnej Walii. W 2011 ożenił się z Catherine Middleton, z którą ma troje dzieci: Jerzego (ur. 2013), Karolinę (ur. 2015) i Ludwika (ur. 2018).

## Rodzina i edukacja
Urodził się 21 czerwca 1982 o godz. 21:03 w Szpitalu Św. Marii w dzielnicy Paddington w Londynie po ponad 16-godzinnym porodzie. Jego ojcem jest Karol III, król Wielkiej Brytanii, najstarszy syn królowej Elżbiety II i Filipa, księcia Edynburga, a matką – lady Diana Spencer, najmłodsza córka Edwarda Spencera. Ze strony matki jest potomkiem króla Karola II Stuarta poprzez jego nieślubnego syna Henry’ego FitzRoya, tym samym jest pierwszym od czasów królowej Anny potomkiem króla Karola I Stuarta, który niemal na pewno zasiądzie na brytyjskim tronie. Ma młodszego brata, księcia Henryka. Jego macochą jest Kamila, która dała mu przyrodnie rodzeństwo: brata Toma Parkera Bowlesa i siostrę Laurę Lopes.
Został ochrzczony 4 sierpnia 1982 w pokoju muzycznym Pałacu Buckingham. Uroczystość poprowadził arcybiskup Canterbury, dr Robert Runcie. Otrzymał cztery imiona: Wilhelm Artur Filip Ludwik, na cześć: Wilhelma Zdobywcy, króla Artura, Filipa, księcia Edynburga i Ludwika Mountbattena. Jego rodzicami chrzestnymi byli: król Hellenów Konstantyn II, sir Laurence van der Post, Aleksandra Windsor, lady Ogilvy, Natalia Grosvenor, księżna Westminster, Norton Knatchbull, lord Romsey i lady Susan Hussey.
Był wychowywany przez matkę, która sama chciała opiekować się dziećmi, sprzeciwiając się zwyczajom rodziny królewskiej, której potomkami zajmuje się służba. W zajmowaniu się Wilhelmem pomagały jej nianie: Barbara Barnes i Olga Powell. Wilhelm był inteligentnym, opanowanym, rozważnym, odpowiedzialnym i dojrzałym ponad swój wiek, ale też nieco nieśmiałym dzieckiem.
3 czerwca 1991 trafił na oddział intensywnej terapii Królewskiego Szpitala Berkshire, gdzie przeszedł operację czaszki po uderzeniu w głowę kijem golfowym przez innego ucznia.
31 sierpnia 1997 jego matka zginęła w wypadku samochodowym w Paryżu, zaledwie kilka dni po wspólnych wakacjach z Wilhelmem i Henrykiem, które spędzili w Saint-Tropez w południowej Francji. Obaj książęta w chwili śmierci matki przebywali z królową Elżbietą II w zamku Balmoral. Ich ojciec Karol obudził Wilhelma w nocy, aby powiadomić go o śmierci matki. Na pogrzebie matki szedł za trumną od Pałacu Buckingham aż do Westminster Abbey w towarzystwie ojca, brata, dziadka księcia Filipa i wuja – Charlesa Spencera. Podczas ceremonii lord Spencer obiecał, że rodzina Spencerów będzie się bardziej interesowała dziećmi Diany, chociaż Wilhelm od momentu pogrzebu nie widział za często ani jego, ani matki Diany (Frances Shand Kydd).

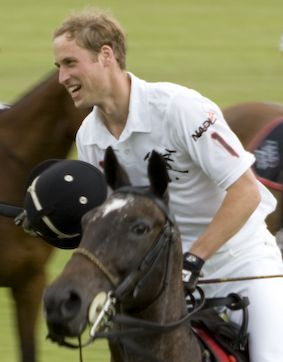
Wilhelm podczas meczu polo (2007)

Rozpoczął naukę w przedszkolu prowadzonym przez Jane Mynor, później uczęszczał do prywatnego przedszkola Wetherby School w zachodnim Londynie i do szkoły prywatnej Ludgrove School w Berkshire. Po zdaniu egzaminów wstępnych został przyjęty do Eton College. Ze szczególnym zainteresowaniem studiował biologię, geografię i historię sztuki na poziomie zaawansowanym. Po ukończeniu koledżu zrezygnował na rok z kontynuowania edukacji. W tym czasie wziął udział w obozie British Army w Belize, później został wolontariuszem Raleigh International w południowym Chile.
Po zakończeniu przerwy w 2001 rozpoczął naukę na Uniwersytecie w St Andrews. Naukę rozpoczął od kursu historii sztuki, później zmienił przedmiot na geografię. W 2005 ukończył studia, uzyskując stopień szkockiego magistra geografii. Podczas nauki używał imienia William Wales.
Po ukończeniu studiów uczył się administrowania majątkiem ziemskim księcia i księżnej Devonshire w Chatsworth Estate, pracował w rzeźni, odbył praktyki w dziale finansowania organizacji charytatywnych w londyńskiej siedzibie HSBC, poza tym pracował w Bank of England, w królewskiej kancelarii adwokackiej Farrer and Co, na giełdzie londyńskiej, w biurze firmy Llyod’s of Londyn, w Urzędzie Regulacji Rynków Finansowych i w oddziale ratowniczym królewskich sił powietrznych RAF Valley Mountain Rescue Team.

## Kariera wojskowa
W styczniu 2006 wstąpił do Royal Military Academy Sandhurst, którą ukończył 15 grudnia 2006, otrzymując stopień podporucznika. Po ukończeniu Akademii został zatrudniony jako pilot śmigłowca ratunkowego RAF. 1 stycznia 2009 został kapitanem trzech rodzajów Brytyjskich Sił Zbrojnych: piechoty morskiej, marynarki wojennej i sił powietrznych. Został mianowany honorowym dowódcą m.in. bazy Royal Navy HMNB Clyde w Szkocji i honorowym dowódcą flotylli okrętów podwodnych. W 2010 odbył w Anglesey ośmiomiesięczne szkolenie ze sterowania śmigłowcem „Sea King”. W lutym 2011 został mianowany pułkownikiem Pierwszego Batalionu Gwardii Irlandzkiej. We wrześniu 2013 zakończył służbę w RAF, podczas której przeprowadził ponad 150 misji i wylatał prawie 1,3 tys. godzin na pokładach śmigłowców „Sea King”.
W marcu 2015 podjął pracę w Bond Air Services i został pilotem śmigłowca lotniczego pogotowania ratunkowego w Bedfordshire, Cambridgeshire, Norfolk i Suffolk.
W 2022 został pułkownikiem Gwardii Walijskiej i zwierzchnikiem Korpusu Sił Powietrznych Wojsk Lądowych. W lipcu 2024 został prezesem Stowarzyszenia Krzyża Wiktorii i Krzyża Jerzego.

## Obowiązki księcia
Pod koniec 1982 towarzyszył rodzicom podczas ich oficjalnej wizyty w Australii i Nowej Zelandii. 1 marca 1991 podczas wizyty w Cardiff z okazji Dnia św. Dawida dał swoje pierwsze oficjalne wystąpienie w katedrze Llandaff. W lipcu 2005 po raz pierwszy uczestniczył w zastępstwie królowej w obchodach rocznicy zakończenia II wojny światowej w Nowej Zelandii. W lipcu 2011 odbył oficjalną podróż do Kanady, gdzie m.in. wygłosił przemówienia podczas uroczystości w Ottawie z okazji 144. rocznicy powstania Kanady oraz na Wyspie Księcia Edwarda. W marcu 2022 odbył z żoną tygodniową podróż po Karaibach w związku z platynowym jubileuszem królowej Elżbiety II; przyjazd pary do Belize oraz na Jamajkę i Bahamy wywołał kontrowersje i liczne protesty mieszkańców domagających się od Wielkiej Brytanii reparacji za lata niewolnictwa. W przemówieniu wygłoszonym przed brytyjską placówką dyplomatyczną w Kingston publicznie potępił rolę Wielkiej Brytanii w handlu jamajskimi niewolnikami, określając ten proceder „odrażającym”. W maju 2022 reprezentował królową w pogrzebie szejka Chalify ibn Zajida Al Nahajjana.
W 2005 objął swój pierwszy patronat – został patronem Centrepoint, organizacji zajmującej się bezdomnością wśród młodzieży. Wspiera także Tusk Trust, afrykańską organizację charytatywną mającą na celu ochronę dzikich zwierząt i proekologiczną edukację lokalnych społeczności. We wrześniu 2009 razem z bratem Henrykiem założył The Royal Foundation w celu wspierania inicjatyw charytatywnych oraz promowania filantropii i pozytywnych zmian społecznych; fundusze organizacji wspomagają m.in. ochronę przyrody, środowisko, rozwój dzieci we wczesnym okresie życia, zdrowie psychiczne, służby ratunkowe i walkę z bezdomnością. W 2017 razem z żoną i bratem rozpoczął kampanię społeczną na rzecz zdrowia psychicznego „Heads Together”. W 2020 ufundował Earthshot Prize, czyli granty w wysokości 1 mln funtów dla ekoinnowatorów pomagających znaleźć rozwiązania problemów środowiska. W 2024 zainicjował pięcioletni program społeczny „Homewards” mający na celu przetestowanie pomysłów na rozwiązanie problemu bezdomności w Wielkiej Brytanii.
Od maja 2006 przewodniczy Angielskiej Federacji Piłki Nożnej. W lutym 2007 został wiceprezesem Walijskiej Unii Rugby.
W kwietniu 2008 został uhonorowany Orderem Podwiązki podczas uroczystej ceremonii na zamku w Windsorze. 
Od 23 czerwca 2010 jest Królewskim Członkiem Towarzystwa Królewskiego.

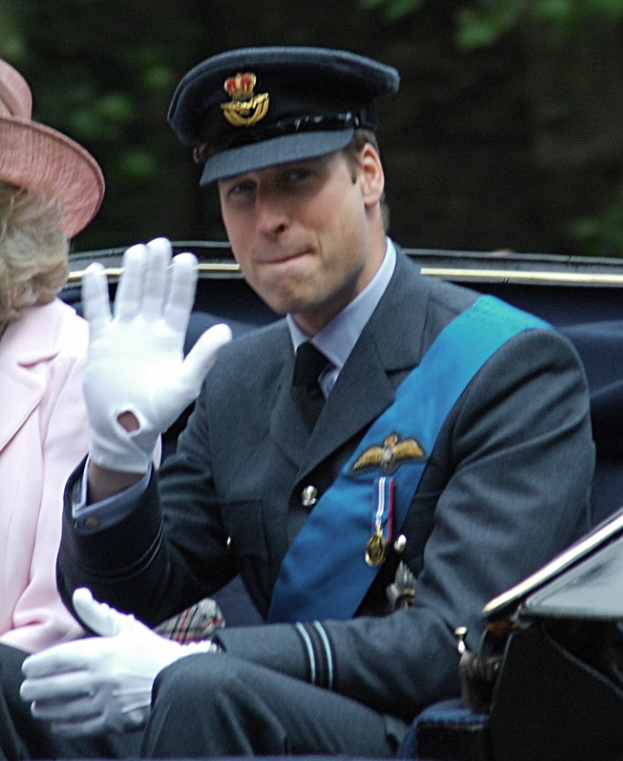
Wilhelm (2010)

20 lutego 2024 wydał oświadczenie w sprawie sytuacji w Strefie Gazy, w którym wyraził „głębokie zaniepokojenie straszliwymi ludzkimi kosztami konfliktu na Bliskim Wschodzie od czasu
ataku terrorystycznego dokonanego przez Hamas 7 października [2023]”, a także zaapelował o „jak najszybsze zakończenie walk”, podkreślił „rozpaczliwą konieczność
zwiększenia wsparcia humanitarnego dla [ludności] Gazy” i „zdecydowanie potępił okropności wyrządzone przez atak terrorystyczny Hamasu”.

## Przyszłość
W momencie objęcia tronu przez ojca odziedziczył tytuły księcia Rothesay i księcia Kornwalii, dzień później został ogłoszony przez króla księciem Walii. Z racji zaawansowanego wieku ojca, w badaniach opinii publicznej przeprowadzanych od lat 90. większość brytyjskiego społeczeństwa wskazywała, że woli księcia Williama od jego ojca jako bezpośredniego następcę Elżbiety II, choć sam Wilhelm nie wyrażał zainteresowania przejęciem roli ojca.
Jako najstarszy syn króla Karola III po jego śmierci odziedziczy tytuły króla Wielkiej Brytanii i tylu państw Wspólnoty Narodów, ile w momencie jego wstąpienia na tron będzie nadal monarchiami uznającymi monarchę Wielkiej Brytanii jako własnego monarchę. Jeżeli zdecyduje się używać swojego pierwszego imienia, będzie królem Wilhelmem V. Może również użyć jednego ze swoich pozostałych imion (Artur, Filip i Ludwik); w każdym przypadku będzie pierwszym historycznie potwierdzonym brytyjskim monarchą, używającym takiego imienia.

## Życie prywatne
Podobnie jak matka, nie lubi królewskiego protokołu i ceni sobie swobodę w relacjach z poddanymi.
Został sportretowany w serialu komediowym The Windsors (od 2016), w rolę Wilhelma wcielił się Hugh Skinner.

### Związki
Prywatne życie księcia wzbudza zainteresowanie prasy. Przed ślubem z Katarzyną spotykał się m.in. z Carly Massy-Birch, Daviną Duckworth-Chad, Jeccą Craig, Arabellą Musgrave i Olivią Hunt. Wśród potencjalnych partnerek Wilhelma wymieniano także m.in. piosenkarki Christinę Aguilerę i Natalie Imbruglię. 

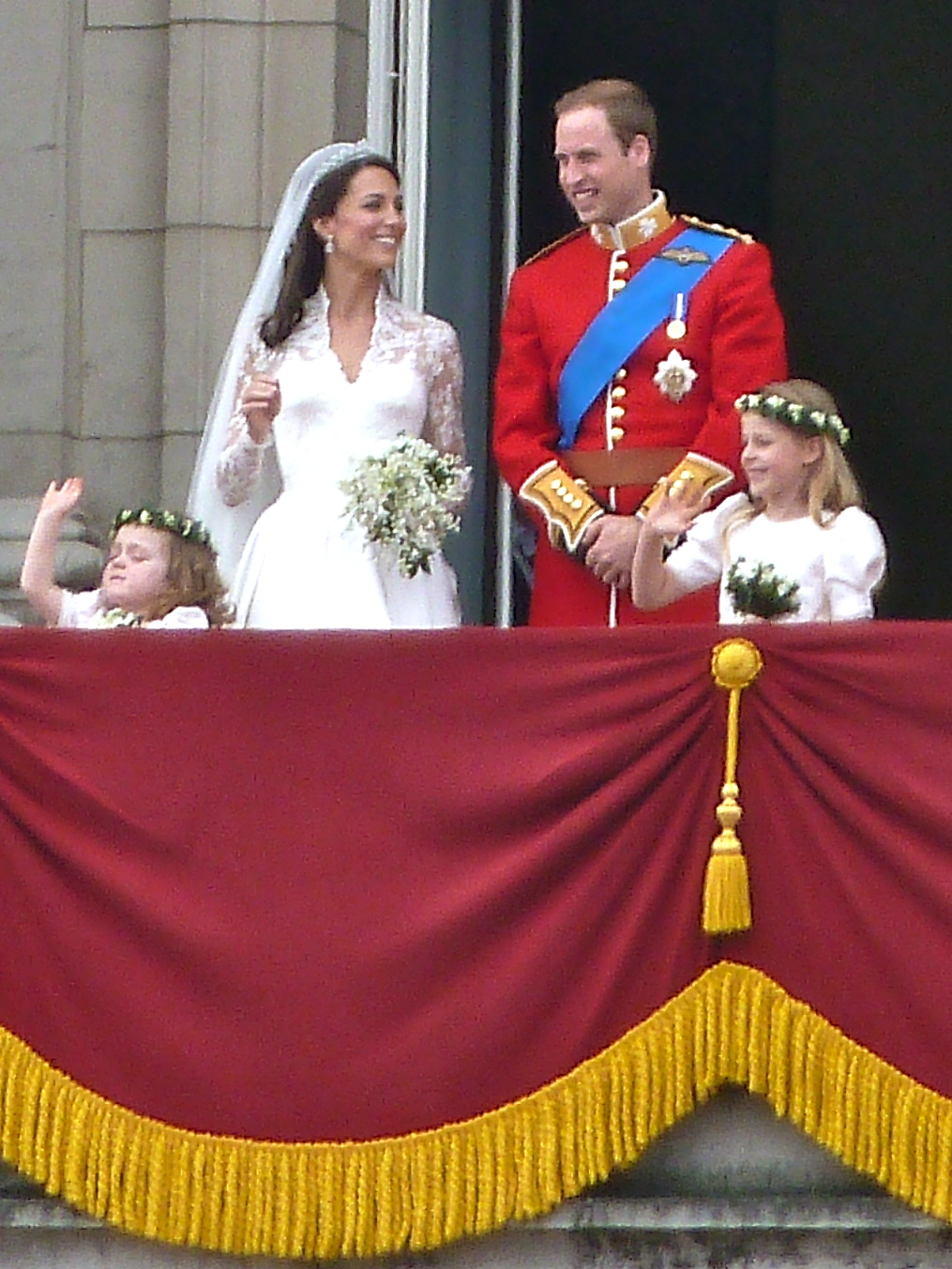
Wilhelm i Katarzyna na balkonie Pałacu Buckingham po ceremonii ślubnej, 29 kwietnia 2011

W 2004 media ogłosiły, że od dwóch lat spotyka się z Catherine Middleton. Para pojawiła się razem podczas kilku rodzinnych uroczystości, a wybranka księcia wydawała się być akceptowana przez dwór królewski. 14 kwietnia 2007 media poinformowały o końcu związku Wilhelma i Kate, jednak wkrótce para ponownie zaczęła pojawiać się razem publicznie. 16 listopada 2010 Pałac Buckingham poinformował, że Wilhelm oświadczył się Middleton podczas wakacji w Kenii, wręczając jej pierścionek zaręczynowy swojej matki.
Ożenił się z Katarzyną 29 kwietnia 2011 w Opactwie Westminsterskim o godz. 11.00 czasu angielskiego. Ślubu udzielił im arcybiskup Canterbury, Rowan Williams. Uroczystość była transmitowana w telewizji i internecie, i śledziło ją ok. 2,4 mld widzów na świecie.

### Potomstwo
22 lipca 2013 na sztalugach przed Pałacem Buckingham została umieszczona informacja o narodzinach pierwszego syna. Dzień później książę wraz z żoną pokazali publicznie potomka, który otrzymał imiona Jerzy Aleksander Ludwik.
2 maja 2015 Pałac Kensington ogłosił, że urodziła się córka książęcej pary – Karolina Elżbieta Diana.
23 kwietnia 2018 o godz. 11:01 brytyjskiego czasu urodził się drugi syn książęcej pary, Ludwik Artur Karol.

## Tytulatura
Książę Wilhelm nosi tytuł księcia Zjednoczonego Królestwa Wielkiej Brytanii i Irlandii Północnej (Prince of United Kingdom of Great Britain and Northern Ireland) i jest tytułowany Jego Królewską Wysokością Księciem Walii (His Royal Highness The Prince of Wales). 29 kwietnia 2011 królowa Elżbieta II przyznała mu z okazji jego ślubu tytuł księcia Cambridge z dodatkowymi tytułami hrabiego Strathearn i barona Carrickfergus, a 25 stycznia 2020 przyznała mu tytuł Lorda i Wysokiego Komisarza Zgromadzenia Ogólnego Kościoła w Szkocji.
Dzień po wstąpieniu ojca na tron otrzymał tytuł księcia Walii, wcześniej otrzymał tytuły: księcia Kornwalii, księcia Rothesay, hrabiego Carrick, barona Renfrew, władcy Wysp oraz księcia i wielkiego zarządcy Szkocji. 13 lutego 2023 otrzymał tytuł hrabiego Chester.

## Odznaczenia (lista niepełna)
- Order Podwiązki – 23 kwietnia 2008[59]
- Order Ostu – 25 maja 2012[60][61]
- Wielki Mistrz Orderu Łaźni – 2024[62]
- Medal Złotego Jubileuszu Królowej Elżbiety II – 6 lutego 2002[63]
- Medal Diamentowego Jubileuszu Królowej Elżbiety II – 2012
- Medal Platynowego Jubileuszu Królowej Elżbiety II – 2022
- Medal Koronacyjny Króla Karola III – 2023
- Odznaka pilota RAF
- Joint Service Achievement Medal – Stany Zjednoczone, 6 lipca 2008[64][65]
- Order Zasługi Tuvalu – Tuvalu, 2017[66][67]
- Grand Officier Orderu Legii Honorowej – Francja, 2025[68]

## Genealogia
| Prapradziadkowie                                  | Król Wielkiej Brytanii Jerzy V Windsor (1865–1936) ∞ 1893 Maria Teck (1867–1953)                                   | Claude Bowes-Lyon (1855–1944) ∞ 1881 Cecilia Cavendish-Bentinck (1862–1938)                                        | Król Grecji Jerzy I Glücksburg (1845–1913) ∞1867 Wielka Księżna Olga Konstantinowna Romanowa (1851–1926)           | Ludwik Battenberg (1854–1921) ∞1884 Wiktoria z Hesji-Darmstadt (1863–1950)                                         | Charles Spencer (1857–1922) ∞ 1882 Margaret Baring (1868–1906)                                       | James Hamilton (1869–1953) ∞ 1894 Rosalind Cecilia Bingham (1869–1958)                               | James Roche (1852–1920) ∞ 1880–1891 Frances Work (1857–1947)                                         | William Smith Gill (1865–1957) ∞1898 Ruth Littlejohn (1879–1964)                                     |
| Pradziadkowie                                     | Król Wielkiej Brytanii Jerzy VI Windsor (1895–1952) ∞ 1923 Elżbieta Bowes-Lyon (1900–2002)                         | Król Wielkiej Brytanii Jerzy VI Windsor (1895–1952) ∞ 1923 Elżbieta Bowes-Lyon (1900–2002)                         | Andrzej Glücksburg (1882–1944) ∞1903 Alicja Battenberg (1885–1969)                                                 | Andrzej Glücksburg (1882–1944) ∞1903 Alicja Battenberg (1885–1969)                                                 | Albert Spencer (1893–1975) ∞ 1919 Cynthia Hamilton (1898–1972)                                       | Albert Spencer (1893–1975) ∞ 1919 Cynthia Hamilton (1898–1972)                                       | Edmund Roche (1885–1955) ∞ 1931 Ruth Gill (1908–1993)                                                | Edmund Roche (1885–1955) ∞ 1931 Ruth Gill (1908–1993)                                                |
| Dziadkowie                                        | Królowa Wielkiej Brytanii Elżbieta II Windsor (ur. 1926–2022) ∞1947 Książę Edynburga Filip Mountbatten (1921–2021) | Królowa Wielkiej Brytanii Elżbieta II Windsor (ur. 1926–2022) ∞1947 Książę Edynburga Filip Mountbatten (1921–2021) | Królowa Wielkiej Brytanii Elżbieta II Windsor (ur. 1926–2022) ∞1947 Książę Edynburga Filip Mountbatten (1921–2021) | Królowa Wielkiej Brytanii Elżbieta II Windsor (ur. 1926–2022) ∞1947 Książę Edynburga Filip Mountbatten (1921–2021) | Edward Spencer (1924–1992) ∞ 1954–1969 Frances Ruth Roche (1936–2004)                                | Edward Spencer (1924–1992) ∞ 1954–1969 Frances Ruth Roche (1936–2004)                                | Edward Spencer (1924–1992) ∞ 1954–1969 Frances Ruth Roche (1936–2004)                                | Edward Spencer (1924–1992) ∞ 1954–1969 Frances Ruth Roche (1936–2004)                                |
| Rodzice                                           | Król Wielkiej Brytanii Karol III Mountbatten-Windsor (ur. 1948) ∞1981-1996 Diana Spencer (1961–1997)               | Król Wielkiej Brytanii Karol III Mountbatten-Windsor (ur. 1948) ∞1981-1996 Diana Spencer (1961–1997)               | Król Wielkiej Brytanii Karol III Mountbatten-Windsor (ur. 1948) ∞1981-1996 Diana Spencer (1961–1997)               | Król Wielkiej Brytanii Karol III Mountbatten-Windsor (ur. 1948) ∞1981-1996 Diana Spencer (1961–1997)               | Król Wielkiej Brytanii Karol III Mountbatten-Windsor (ur. 1948) ∞1981-1996 Diana Spencer (1961–1997) | Król Wielkiej Brytanii Karol III Mountbatten-Windsor (ur. 1948) ∞1981-1996 Diana Spencer (1961–1997) | Król Wielkiej Brytanii Karol III Mountbatten-Windsor (ur. 1948) ∞1981-1996 Diana Spencer (1961–1997) | Król Wielkiej Brytanii Karol III Mountbatten-Windsor (ur. 1948) ∞1981-1996 Diana Spencer (1961–1997) |
| Wilhelm Mountbatten-Windsor (ur. 21 czerwca 1982) | | | | | | | | |